# Hylaeamys acritus
Hylaeamys acritus е вид бозайник от семейство Хомякови (Cricetidae).

## Разпространение
Видът е разпространен в Боливия.